# Müssen
Müssen er en kommune i det nordlige Tyskland, beliggende i Amt Büchen under Kreis Herzogtum Lauenburg. Kreis Herzogtum Lauenburg ligger i delstaten Slesvig-Holsten.

## Geografi
Müssen ligger ca. 13 km nord for Lauenburg og omkring 30 km øst for Hamborg, mellem Schwarzenbek og Büchen.